# 3Xtreme
3Xtreme est un jeu vidéo de sport de glisse développé et édité par 989 Studios, sorti en 1999 sur PlayStation. Le jeu propose de participer à des courses de BMX, de roller ou de skateboard, comme c'était déjà le cas dans 2Xtreme, le précédent jeu de la série.

## Accueil
3Xtreme a reçu plusieurs critiques négatives lors de sa sortie. GameSpot lui attribue la note de 2,7/10 et précise qu'« il n'y a pas une seule chose qui justifierait d'acheter ce jeu ». IGN lui donne une note de 3/10 et critique son système de jeu, ainsi que ses graphismes.